# Джолли (баскетбольный клуб)
«Джо́лли» или «Йолли» (хорв. KK Jolly), Джолли Ядранска Банка (хорв. KK Jolly Jadranska Banka) — хорватский баскетбольный клуб из Шибеника, созданный в 2009 году. Выступает в сильнейшей баскетбольной лиге Хорватии A1.

## История
Баскетбольный клуб «Джолли» был основан в Шибенике в 2009 году и стал преемником обанкротившегося БК «Шибенка». По правилам хорватского языка слово «Jolly» читается «Йолли», но, поскольку название имеет английскую этимологию, оно может читаться и как «Джолли». Спонсируется банком «Ядранска Банка», что отражено в полном названии клуба.
В сезоне 2010/2011 «Джолли» выиграл вторую по силе хорватскую баскетбольную лигу A2 и завоевал право играть в A1. Первый же сезон 2011/2012 в сильнейшей хорватской лиге вышел для клуба успешным, в регулярном турнире клуб занял второе место из 11 участников с 15 победами и 5 поражениями, а в раунде чемпионов был 7 из 8 участников (2 победы, 12 поражений). Ещё более успешным стали для команды сезоны 2012/2013 и 2013/2014, в обоих сезонах команда занимала в раунде чемпионов 4 место и выходила в полуфинал, где оба раза уступала будущему чемпиону — в 2012/2013 годах «Цибоне», а в 2013/2014 годах — Цедевите.
Результаты в последних по времени сезонах
| Сезон   | Лига | Регулярный | За право остаться | Раунд чемпионов | Плей-Офф     |
| ------- | ---- | ---------- | ----------------- | --------------- | ------------ |
| 2011-12 | А1   | 2          | нет               | 7               | нет          |
| 2012-13 | А1   | 4          | нет               | 4               | Полуфиналист |
| 2013-14 | А1   | 5          | нет               | 4               | Полуфиналист |
| 2014-15 | А1   | 6          | 9                 | нет             | нет          |